# Bilforsikring
Bilforsikring er forsikring af en bil og består af en lovpligtig ansvarsforsikring samt en frivillig kaskoforsikring og eventuelt tillægsdækninger. Bilforsikringen kaldes også autoforsikring eller motorkøretøjsforsikring.
Ansvarsforsikringen dækker skader, som ejeren med sin bil påfører andre eller andres ejendele. Ansvarsforsikringen er lovpligtig.
Kaskoforsikringen dækker skader på egen bil. Forsikringen dækker både skader, som ejeren selv og andre påfører bilen. Kaskoforsikringen omfatter også en retshjælpsforsikring, der dækker omkostninger ved private retssager og juridiske tvister, der vedrører bilen.

## Tillægsdækninger til din bilforsikring
Når der tegnes en bilforsikring, kan der købes forskellige tillægsdækninger, der supplerer forsikringens grunddækning. Her er en liste over de mest almindelige:
- Førerulykke sikrer erstatning til den, der kører bilen, hvis det ikke er muligt at få erstatning fra f.eks. en ansvarlig modpart.
- Glasskadedækning dækker selvrisikoen, hvis lygter, spejle eller andet glas på bilen går itu.
- Vejhjælp sikrer starthjælp eller transport af bil, fører og passagerer, hvis uheldet skulle være ude.
- Friskadeforsikring svarer til en selvrisiko på 0 kroner ved nogle typer skader.
- Erstatningsbil giver en lånebil, mens ens egen bil er til reparation efter et uheld.
- Værdiforringelse sikrer erstatning for tabt salgsværdi, hvis bilen får en større skade.
- Autoulykke dækker skader på fører og passagerer i tilfælde af biluheld.
- Ekstraudstyr dækker alt udstyr, der er monteret efter, at bilen er indregistreret 1. gang, f.eks. fælge, spoilere og stereoanlæg.